# Reginald Jeeves
Reginald Jeeves é um personagem fictício das histórias de P. G. Wodehouse. Jeeves é o valet ou assistente pessoal de Bertram Wooster, um gentleman inglês rico que mora em Londres. Bertie Wooster é um solteiro convicto que não trabalha, e tem como profissão ser socialite, cortejar damas da alta sociedade, e frequentar o Drones Club.
Jeeves ficou conhecido por seu conhecimento enciclopédico em temas como história, geografia, filosofia (seu filósofo preferido é Spinoza), música, poesia (ele cita Shakespeare de cor), ciência, literatura e muitos outros. Em seu tempo livre, ele gosta de ler livros e passar o tempo no pub jogando dardos. Contudo, uma de suas habilidades mais valorizadas é a de tirar seu patrão Bertie Wooster de situações sociais constrangedoras e aparentemente sem solução, como noivados impulsivos, eventos desagradáveis e ordens de tias poderosas e mandonas.
Jeeves tem um conhecimento impecável da nobresa inglesa, seus costumes e sua moral. Sabe também fazer coquetéis alcoólicos como ninguém e, não obstante, prepara uma bebida de receita especial que cura todas as ressacas.